# Dnt (Drahtlose Nachrichtentechnik)
Die ursprüngliche dnt war die Handelsmarke des früheren deutschen Elektrotechnikherstellers Drahtlose Nachrichtentechnik. Unternehmensgegenstand war unter anderem die Entwicklung und Umsetzung drahtloser Technologien.
Nach der zweiten Insolvenz 2018 gehört die Marke dnt mit ursprünglichem Logo seit Oktober 2018 zur dnt Innovation GmbH in Leer.

## Drahtlose Nachrichtentechnik GmbH & Co. KG. (1968–1988)
DNT wurde 1968 von Wolfgang Brunner als GmbH & Co. KG mit Sitz in der Sodener Straße 55 in Fischbach (Taunus) gegründet und produzierte vor allem Funkgeräte, aber auch andere Produkte, z. B. Rundfunkempfangsgeräte, drahtlose Wechselsprechanlagen und andere.
Seine Erfolgsgeschichte begann das Unternehmen vor allem mit der Freigabe des CB-Funks durch das Postministerium am 1. Juli 1975. Ein regelrechter Boom für den sogenannten Jedermann-Funk setzte ein, weil zum ersten Mal seit Kriegsende die Nutzung freier Funkfrequenzen für jeden Anwender möglich war. Als Pionier der ersten Stunde hat Wolfgang Brunner an der Etablierung dieser neuen Funknorm mitgewirkt. In einem damals wachsenden Markt für CB-Handfunk- und Fahrzeuggeräte setzte das Kelkheimer Unternehmen bereits im Zeitraum vom 1. Dezember 1975 bis zum 1. November 1976 750.000 Freizeitfunkgeräte ab. Im November 1976 gab es in der Bundesrepublik 17 Anbieter für Freizeitfunkantennen, unter denen DNT damals nach eigenen Angaben in diesem Marktsegment Marktführer war.
1979 wurden das Mobilfunkgeräte „S-Line 540 Mark III“ und „Kurier 5000 digi“ sowie die Heimstation „meteor 5000 digi“ jeweils mit dem iF product design award prämiert.
Nachdem in den 1980er Jahren die Bestimmungen durch das Postministerium mehrfach verändert bzw. erweitert wurden, hat man am 12. April 1983 mit Amtsblatt-Verfügung 55/1983 erstmals 40 Kanäle in der Modulationsart FM plus 12 Kanäle mit maximal 1 Watt Sendeleistung in der Modulationsart AM freigegeben. Der Deutsche Arbeitskreis für CB- und Notfunk, sowie die einschlägigen Hersteller der damaligen Zeit, darunter DNT, haben die Interessen von CB-Funkern gegenüber den zuständigen Verwaltungen und Behörden vertreten.
Funkgeräte des Herstellers wurden in den 1970er und 1980er Jahren auch von Quelle unter der Hausmarke „Universum“ vertrieben, beispielsweise Handfunkgeräte der „HF-12“-Modellreihe oder die CB-Mobilstationen „twinmod 2001“ und „meteor 3000“.
Das Unternehmen, das zuletzt in Dietzenbach saß, wurde im Februar 1988 liquidiert und die Firma war damit in ihrer ursprünglichen Form erloschen. Bis zuletzt wurden auf dem Markt erfolgreiche Funkgeräte produziert. So war beispielsweise in der Ausgabe 8 des Jahres im Magazin break über die Funkscannermodelle „scanner“ und „night line“ noch zu lesen: „Selten hat ein Mobilgerät derart gute Noten bekommen wie das scanner von dnt in unserem Testbericht vom Februar `88.“

## Drahtlose Nachrichtentechnik Entwicklungs- und Vertriebs GmbH (1989–2018)
Am 18. Dezember 1989 wurde der Gesellschaftsvertrag für die Drahtlose Nachrichtentechnik Entwicklungs- und Vertriebs GmbH mit Sitz in der Dietzenbacher Voltastraße 4 geschlossen. Geschäftsführerin war dort zunächst Karin Brunner, dann ab 1996 bis 2008 Andrea Brunner, und ab 2008 Helmut Flugel.

Portable Media Player dnt steel80

Unter der Marke dnt wurden dort mit leicht überarbeitetem Logo weiterhin drahtlose Kommunikationsgeräte entwickelt, neben Funkgeräten z. B. Schnurlostelefone, WLAN-Internetradios, Headsets, MP3-Sticks, aber auch Produkte wie Digitalmikroskope.

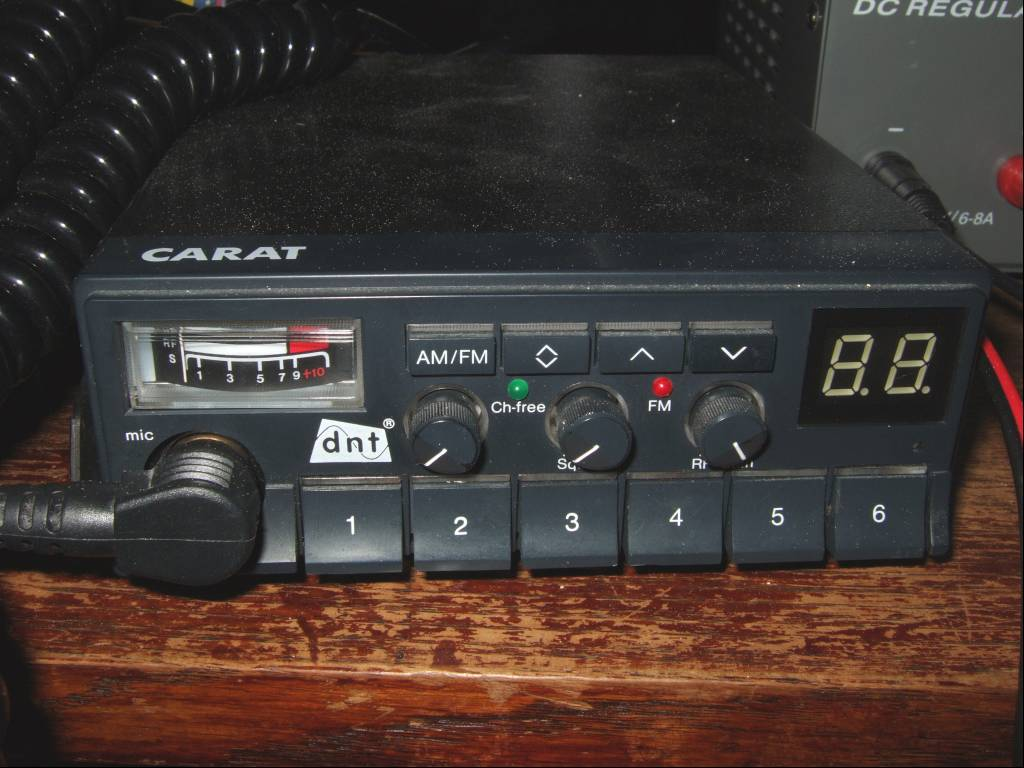
CB-Mobilstation dnt Carat

Anfang der 1990er wandte man sich im Funkgerätebau dem vom Selektivruf (5-Ton-Folge) nach ZVEI-Standard zu, baute diesen im Gegensatz zum Mitbewerber stabo direkt ohne Zusatzgeräte in die „Carat exclusiv“-Geräte ein. Die 1992 auf den Markt gebrachten „dnt Zirkon“-Modelle der der neuen „Profi line“ sendeten zusätzlich zur 5-Ton-Norm zwei weitere Töne mit der Ruferkennung aus. Ein anderes Gerät dieser „Profi line“ konnte diese beiden zusätzlichen Töne mitauswerten und die Kennung im Display desjenigen anzeigen, der selektiert hatte. Dieser dnt-typische ZVEI-Selektivruf mit 5+2 Tönen kam in Folge bei weiteren Geräten der Marke zum Einsatz. Das „dnt Zirkon“ wurde 1993 von den Lesern des Fachmagazins CB-funk zum „Gerät des Jahres“ gewählt und diesbezüglich mit dem „CB-funk-Oscar 1993“ ausgezeichnet. 1994 präsentierte das Dietzenbacher Unternehmen bei der 70. Ausgabe der Internationalen Funkausstellung in Berlin seine „Michael Schumacher Collection“ bestehend aus „drei CB-Funkgeräte[n] der Spitzenklasse mit den Namen Monza (Handfunkgerät), Hockenheim und Silverstone (Mobilgeräte)“, wie dem Buch Siebzig Jahre Funkausstellung von Heide Riedel, herausgegeben vom Deutschen Rundfunk-Museum, zu entnehmen ist. 1999 brachte man ein sogenanntes „Mousephone“, ein mit Wähltasten in eine PC-Maus integriertes Analogtelefon, die ein freihändiges Telefonieren an Computerarbeitsplätzen ermöglichte. Unter der Modellbezeichnung „Pentastic“ präsentierte DNT 1999 ein zu jener Zeit als „besonders handliche Variante“ geltendes Diktiergerät mit 32 Megabyte Speicher und einer Aufnahmekapazität von bis zu zwei Stunden.
Im Juli 1999 vermeldete das Funkmagazin, dass das Unternehmen der vermutlich einzige deutsche CB-Funk-Hersteller sei, der auf der Berliner Funkausstellung 1999 mit einem Stand vertreten sein würde. Allerdings präsentierte die Firma dort vorwiegend Telefon- und Telefaxgeräte sowie Zubehör, da das zu diesem Zeitpunkt bereits „von den Schwerpunkten Unterhaltungselektronik, Telekommunikation und (neuerdings) Informationstechnik geprägt“ würde. Anfang 2001 entschloss sich DNT, den CB-Funkbereich wegen der „stark zurück gehende[n] Nachfrage“ aufzugeben, den Service und Ersatzteilversand aber weiterhin sicherzustellen. Die Entwicklung im LPD (SRD)- und PMR446-Segment davon nicht betroffen. In München auf der Systems im Oktober des gleichen Jahres war DNT noch der einzige dort vertretene Hobbyfunk-Anbieter. Unter der Modellbezeichnung „XLP 77“ brachte man 2002 in Deutschland das erste kombinierte PMR446-/LPD-Handfunkgerät auf den Markt.
2009 wurde das Drahtloslautsprechersystem „Sound2Move“ mit dem iF product design award gekürt.
Noch für das Geschäftsjahr 2006 konnte DNT zum Jahresabschluss eine Bilanzsumme von über 4,8 Mio. € angeben. Die Firma, deren Jahresbilanzsumme sich allein in den Jahren von 2011 bis 2016 mit einem Rückgang von rund 2,42 auf etwas über 1 Mio. € mehr als halbiert hatte, wurde im April 2018 wegen Insolvenz zur Versteigerung angeboten. Im Mai 2018 wurde das Unternehmen gelöscht.
Produkte des Herstellers, beispielsweise optische Werkzeuge, Messtechnik, Rückfahrsysteme, FM-Transmitter sind bei Elektronik-Anbietern noch im Verkauf (Stand: Januar 2019). Telefonmodelle des Herstellers befinden sich beispielsweise in den Sammlungen der Museen der Museumsstiftung Post und Telekommunikation.

## dnt Innovation GmbH
Im Oktober 2018 wurde dnt Innovation GmbH in Leer gegründet, Geschäftsführer ist Heinz-Gerhard Redeker, der Gründer und Geschäftsführer der ELV Elektronik AG. Die dnt Innovation GmbH hat Elektronik-Produkte im Programm, die u. a. über die ELV Elektronik AG vertrieben werden.